# FINA Water Polo World League 2017 (femminile)
La World League femminile di pallanuoto 2017 (FINA Water Polo World League 2017) è stata la 14ª edizione della manifestazione che viene organizzata annualmente dalla FINA. Il torneo si è svolto in due fasi, un turno di qualificazione e la Super Final, che si è tenuta a Shanghai in Cina dal 6 all'11 giugno 2016.
La competizione è partita ufficialmente il 22 novembre 2016 con i gironi di qualificazione europei, mentre il torneo intercontinentale di qualificazione è stato giocato tra il 2 e il 7 maggio 2017.

## Turno di qualificazione

### Europa
Le 6 squadre europee sono state divise in due gironi disputati con gare di andata e ritorno dal 22 novembre 2016 al 18 aprile 2017. Si sono qualificate alla Super Final le prime in classifica di ciascun girone e la migliore delle due seconde.

#### Gruppo A
|    | Squadra     | Pti | G | V | VR | PR | P | GF | GS | DR  |
| -- | ----------- | --- | - | - | -- | -- | - | -- | -- | --- |
| 1. | Russia      | 7   | 4 | 2 | 0  | 1  | 1 | 55 | 46 | +9  |
| 2. | Paesi Bassi | 7   | 4 | 1 | 2  | 0  | 1 | 44 | 42 | +2  |
| 3. | Grecia      | 4   | 4 | 1 | 0  | 1  | 2 | 33 | 44 | -11 |

| Data     | Sede       | Gara        | Gara        | Gara        |
| -------- | ---------- | ----------- | ----------- | ----------- |
| 29-11-16 | Atene      | Grecia      | 5-7 (dtr)   | Paesi Bassi |
| 20-12-16 | Utrecht    | Paesi Bassi | 12-15       | Russia      |
| 24-01-17 | Atene      | Grecia      | 8-7         | Russia      |
| 21-02-17 | Nijverdal  | Paesi Bassi | 10-9        | Grecia      |
| 28-03-17 | Ruza       | Russia      | 13-15 (dtr) | Paesi Bassi |
| 18-04-17 | Astrachan' | Russia      | 20-11       | Grecia      |

#### Gruppo B
|    | Squadra  | Pti | G | V | VR | PR | P | GF | GS | DR  |
| -- | -------- | --- | - | - | -- | -- | - | -- | -- | --- |
| 1. | Ungheria | 11  | 4 | 3 | 1  | 0  | 0 | 56 | 31 | +25 |
| 2. | Italia   | 7   | 4 | 2 | 0  | 1  | 1 | 51 | 34 | +17 |
| 3. | Francia  | 0   | 4 | 0 | 0  | 0  | 4 | 19 | 61 | -42 |

| Data     | Sede      | Gara     | Gara        | Gara     |
| -------- | --------- | -------- | ----------- | -------- |
| 22-11-16 | Firenze   | Italia   | 14-4        | Francia  |
| 29-11-16 | Lilla     | Francia  | 6-16        | Ungheria |
| 24-01-17 | Budapest  | Ungheria | 13-11 (dtr) | Italia   |
| 21-02-17 | Budapest  | Ungheria | 15-4        | Francia  |
| 28-03-17 | Montreuil | Francia  | 5-16        | Italia   |
| 18-04-17 | Avezzano  | Italia   | 10-12       | Ungheria |

### Torneo intercontinentale
Il torneo di qualificazione intercontinentale si è svolto dal 2 al 7 maggio a Davis, in California (Stati Uniti). Le squadre hanno disputato un girone all'italiana, al termine del quale sono state disputate la finale tra le prime 2 classificate e la finale per il terzo posto tra la terza e la quarta. Le prime quattro si sono qualificate alla Super Final. La Cina è automaticamente qualificata in quanto Paese ospitante della fase finale. 

#### Prima fase
|    | Squadra     | Pti | G | V | VR | PR | P | GF | GS | DR  |
| -- | ----------- | --- | - | - | -- | -- | - | -- | -- | --- |
| 1. | Stati Uniti | 14  | 5 | 4 | 1  | 0  | 0 | 43 | 28 | +15 |
| 2. | Australia   | 13  | 5 | 4 | 0  | 1  | 0 | 45 | 26 | +19 |
| 3. | Giappone    | 9   | 5 | 3 | 0  | 0  | 2 | 48 | 36 | +12 |
| 4. | Canada      | 6   | 5 | 2 | 0  | 0  | 3 | 40 | 41 | -1  |
| 5. | Kazakistan  | 3   | 5 | 1 | 0  | 0  | 4 | 28 | 51 | -23 |
| 6. | Cina        | 0   | 5 | 0 | 0  | 0  | 5 | 33 | 55 | -22 |

| Data     | Gara        | Gara      | Gara        |
| -------- | ----------- | --------- | ----------- |
| 02-05-17 | Australia   | 13-6      | Cina        |
| 02-05-17 | Giappone    | 13-8      | Canada      |
| 02-05-17 | Stati Uniti | 12-7      | Kazakistan  |
| 03-05-17 | Canada      | 7-10      | Australia   |
| 03-05-17 | Kazakistan  | 4-15      | Giappone    |
| 03-05-17 | Cina        | 5-10      | Stati Uniti |
| 04-05-17 | Cina        | 9-12      | Canada      |
| 04-05-17 | Australia   | 9-5       | Kazakistan  |
| 04-05-17 | Giappone    | 6-10      | Stati Uniti |
| 05-05-17 | Kazakistan  | 9-7       | Cina        |
| 05-05-17 | Giappone    | 3-8       | Australia   |
| 05-05-17 | Canada      | 5-6       | Stati Uniti |
| 06-05-17 | Cina        | 6-11      | Giappone    |
| 06-05-17 | Kazakistan  | 3-8       | Canada      |
| 06-05-17 | Australia   | 7-9 (dtr) | Stati Uniti |

#### Finali
| Data     | Turno       | Gara        | Gara | Gara      |
| -------- | ----------- | ----------- | ---- | --------- |
| 07-05-17 | 5º-6º posto | Kazakistan  | 14-7 | Cina      |
| 07-05-17 | 3º-4º posto | Giappone    | 2-5  | Canada    |
| 07-05-17 | 1º-2º posto | Stati Uniti | 7-10 | Australia |

## Super Final
Si è disputata a Shanghai dal 6 all'11 giugno 2017.

### Fase a gironi

#### Gruppo A
|    | Squadra     | Pti | G | V | VR | PR | P | GF | GS | DR  |
| -- | ----------- | --- | - | - | -- | -- | - | -- | -- | --- |
| 1. | Stati Uniti | 9   | 3 | 3 | 0  | 0  | 0 | 36 | 20 | +16 |
| 2. | Russia      | 5   | 3 | 1 | 1  | 0  | 1 | 40 | 32 | +8  |
| 3. | Paesi Bassi | 4   | 3 | 1 | 0  | 1  | 1 | 33 | 24 | +9  |
| 4. | Giappone    | 0   | 3 | 0 | 0  | 0  | 3 | 21 | 54 | -33 |

| Data     | Gara        | Gara        | Gara        |
| -------- | ----------- | ----------- | ----------- |
| 06-06-17 | Russia      | 18-9        | Giappone    |
| 06-06-17 | Stati Uniti | 6-4         | Paesi Bassi |
| 07-06-17 | Stati Uniti | 17-4        | Giappone    |
| 07-06-17 | Russia      | 14-12 (dtr) | Paesi Bassi |
| 08-06-17 | Russia      | 12-13       | Stati Uniti |
| 08-06-17 | Giappone    | 8-19        | Paesi Bassi |

#### Gruppo B
|    | Squadra   | Pti | G | V | VR | PR | P | GF | GS | DR  |
| -- | --------- | --- | - | - | -- | -- | - | -- | -- | --- |
| 1. | Canada    | 8   | 3 | 2 | 1  | 0  | 0 | 27 | 20 | +7  |
| 2. | Ungheria  | 7   | 3 | 2 | 0  | 1  | 0 | 33 | 18 | +15 |
| 3. | Cina      | 3   | 3 | 1 | 0  | 0  | 2 | 27 | 36 | -9  |
| 4. | Australia | 0   | 3 | 0 | 0  | 0  | 3 | 17 | 30 | -13 |

| Data     | Gara      | Gara        | Gara      |
| -------- | --------- | ----------- | --------- |
| 06-06-17 | Ungheria  | 10-11 (dtr) | Canada    |
| 06-06-17 | Australia | 10-14       | Cina      |
| 07-06-17 | Australia | 4-8         | Canada    |
| 07-06-17 | Ungheria  | 16-6        | Cina      |
| 08-06-17 | Ungheria  | 8-3         | Australia |
| 08-06-17 | Canada    | 10-7        | Cina      |

### Fase a eliminazione diretta
|  | Quarti di finale | Quarti di finale |          |          | Semifinali                | Semifinali                |  |  | Finale   | Finale |
|  |                  |                  |          |          |                           |                           |  |  |          |        |
|  | 09-06-17         |                  |          |          |                           |                           |  |  |          |        |
|  |                  |                  |          |          |                           |                           |  |  |          |        |
|  | Russia           | 16               |          |          |                           |                           |  |  |          |        |
|  | Russia           | 16               | 10-06-17 |          |                           |                           |  |  |          |        |
|  | Cina             | 8                |          |          |                           |                           |  |  |          |        |
|  | Cina             | 8                | Russia   | 10       |                           |                           |  |  |          |        |
|  | 09-06-17         |                  | Russia   | 10       |                           |                           |  |  |          |        |
|  |                  | Canada           | 11       |          |                           |                           |  |  |          |        |
|  | Giappone         | Canada           | 11       | 5        |                           |                           |  |  |          |        |
|  | Giappone         |                  | 11-06-17 | 5        |                           |                           |  |  |          |        |
|  | Canada           | 9                |          |          |                           |                           |  |  |          |        |
|  | Canada           | 9                | Canada   | 6        |                           |                           |  |  |          |        |
|  | 09-06-17         |                  | Canada   | 6        |                           |                           |  |  |          |        |
|  |                  | Stati Uniti      | 12       |          |                           |                           |  |  |          |        |
|  | Paesi Bassi      | Stati Uniti      | 12       | 7        |                           |                           |  |  |          |        |
|  | Paesi Bassi      | 10-06-17         |          | 7        |                           |                           |  |  |          |        |
|  | Ungheria         | 8                |          |          |                           |                           |  |  |          |        |
|  | Ungheria         | 8                | Ungheria | 4        | Finale per il terzo posto | Finale per il terzo posto |  |  |          |        |
|  | 09-06-17         |                  | Ungheria | 4        | Finale per il terzo posto | Finale per il terzo posto |  |  |          |        |
|  |                  | Stati Uniti      | 8        |          |                           |                           |  |  |          |        |
|  | Stati Uniti      | Stati Uniti      | 8        | 13       | Russia                    | 9                         |  |  |          |        |
|  | Stati Uniti      |                  |          | 13       | Russia                    | 9                         |  |  |          |        |
|  | Australia        | 4                |          | Ungheria | 7                         |                           |  |  |          |        |
|  | Australia        | 4                |          |          | 7                         |                           |  |  |          |        |
|  |                  |                  |          |          |                           |                           |  |  | 11-06-17 |        |
|  |                  |                  |          |          |                           |                           |  |  |          |        |

|  | Semifinali 5º/8º posto | Semifinali 5º/8º posto | Semifinali 5º/8º posto |             |      | Finale 5º posto | Finale 5º posto | Finale 5º posto |  |
|  |                        |                        |                        |             |      |                 |                 |                 |  |
|  | Cina                   | Cina                   | 12                     |             |      |                 |                 |                 |  |
|  | Cina                   | Cina                   | 12                     |             |      |                 |                 |                 |  |
|  | Giappone               | Giappone               | 11                     |             |      |                 |                 |                 |  |
|  | Giappone               | Giappone               | 11                     |             | Cina | Cina            | 4               |                 |  |
|  |                        |                        |                        |             | Cina | Cina            | 4               |                 |  |
|  |                        |                        | Paesi Bassi            | Paesi Bassi | 14   |                 |                 |                 |  |
|  | Paesi Bassi            | Paesi Bassi            | Paesi Bassi            | Paesi Bassi | 14   | 9               |                 |                 |  |
|  | Paesi Bassi            | Paesi Bassi            |                        |             |      | 9               |                 |                 |  |
|  | Australia              | Australia              | 5                      |             |      | Finale 7º posto | Finale 7º posto | Finale 7º posto |  |
|  | Australia              | Australia              | 5                      |             |      |                 |                 |                 |  |
|  |                        |                        |                        |             |      |                 |                 |                 |  |
|  |                        |                        |                        |             |      | Giappone        | Giappone        | 8               |  |
|  |                        |                        |                        |             |      | Giappone        | Giappone        | 8               |  |
|  |                        |                        |                        |             |      | Australia       | Australia       | 10              |  |

## Classifica finale
| Pos. | Squadra     |
| ---- | ----------- |
|      | Stati Uniti |
|      | Canada      |
|      | Russia      |
| 4    | Ungheria    |
| 5    | Paesi Bassi |
| 6    | Cina        |
| 7    | Australia   |
| 8    | Giappone    |